# 2013年湖南省衡阳市人大代表贿赂案
2013年湖南省衡阳市人大代表贿赂案是指2012年发生在中华人民共和国湖南省衡阳市的一宗人民代表大會代表賄選案。
该案暴露出中华人民共和国腐败已经蔓延至社会最基层的人大代表賄選、官商勾结的现象。
该案2012年发生，2013年调查，2014年1月月初处理。500多名衡阳市人大代表的资格被终止，重新选举；贿赂者和接受贿赂者则将依法懲治；时任衡阳市市委书记（后升职为湖南省政协副主席）的童名谦被開除中共黨籍及公職，并且立案調查；时任衡阳市人大常委会主任的胡国初则移送至司法机关。

## 背景
中华人民共和国的「選舉」制度与西方社会的三权分立、一人一票的民主制度有一定区别。在中国，在基层选举中採用一人一票直選，例如村长选举，縣鄉人民代表大會選擧，但再高一级的代表，例如市人大代表，则经间接选举产生，中华人民共和国政府用词是“社会主义民主”、“党内民主”、“人民民主专政”等，即用来区分世界普遍的三权分立互相监督制衡、一人一票票多当选的民主制度。

## 经过
2012年12月28日到2013年1月3日，湖南省衡阳市召开“第十四届人民代表大会第一次会议”，出席的人大代表共有527人（2人因故未出席），从93名候选人中选举出76名省人大代表。部分省人大代表候选人为顺利当选，贿赂出席的市人大代表。
2013年2月，衡阳市市民陆陆续续向湖南省人民政府举报，未能够引起湖南省人民政府的足够重视又或被湖南省人民政府刻意忽视，衡阳市市民又转而向中华人民共和国中央人民政府以及后来的中共中央纪律检查委员会（纪委书记：王岐山）举报，中共中央纪律委员会告知湖南省纪委，湖南省纪委旋即奔赴衡阳市调查该案。。

## 处理
湖南省省委宣布56名衡阳市市级选上省级的人大代表代表資格无效，终止5名严重失职的人大代表的资格；收取贿赂的512名衡阳市人大代表、3名严重失职的人大代表、以及6名已经调离的人大代表代表资格被終止；对涉案中共党员、公务员依照《中国共产党纪律处分条例》和《行政机关公务员处分条例》进行立案调查；对犯罪分子，移交司法机关。
2014年1月3日，中共中央纪律委员会立案調查湖南省政协副主席童名谦，並开除其党籍及公职（双开），在该案中，他是时任衡阳市市委书记，后来改任湖南省政协副主席。
同日，衡阳市人大常委会主任胡国初被移送司法机关。

## 涉案者
- 12名人大及政府职能部门被终止资格的人大代表

| 姓名   | 职位                                                              |
| ------ | ----------------------------------------------------------------- |
| 陈树生 | 衡阳市衡阳市人民政府秘书长、党组成员、政府办主任，2013年6月任命。 |
| 陈素生 | 衡阳市交通运输局局长。                                            |
| 刘云奎 | 衡阳市地税局党组书记、局长。                                      |
| 杨立辉 | 衡阳市人力资源和社会保障局局长。                                  |
| 李洪芳 | 衡阳市电业局局长。                                                |
| 邓光忠 | 衡阳市珠晖区人大常委会主任，2012年11月当选。                      |
| 周楚政 | 衡阳市石鼓区委副书记、石鼓区人民政府区长。                        |
| 曾巧敏 | 衡阳市雁峰区委书记，2013年7月任命。                               |
| 周骥   | 衡阳县委书记，原衡阳市国土资源局局长。                            |
| 徐友灼 | 衡南县委副书记、县长（2012年12月当选）。                          |
| 詹国发 | 衡阳市常宁市人大常委会主任。                                      |
| 贺洪林 | 衡阳市耒阳市公安局局长。                                          |

- 4名国家企事业单位被终止资格的人大代表：

| 姓名   | 职位                                         |
| ------ | -------------------------------------------- |
| 万伟   | 衡阳市烟草专卖局(公司)局长(经理)、党组书记。 |
| 邓湘衡 | 中国电信衡阳分公司党委书记、总经理。         |
| 罗剑锋 | 中国移动衡阳分公司党委书记、总经理。         |
| 何东会 | 衡阳市自来水有限公司总经理。                 |

- 4名衡阳下属行政单位被终止资格的人大代表：

| 姓名   | 职位                                           |
| ------ | ---------------------------------------------- |
| 贺尊彪 | 衡阳市耒阳市水东江街道办事处主任。             |
| 刘爱国 | 衡阳市石鼓区人民街道向阳社区党员、网格信息员。 |
| 周兴荣 | 衡阳市衡南县谭子山镇工联村党总支书记。         |
| 刘买生 | 衡阳县群英村党支部书记兼村委员会主任。         |

- 3名大中院校被终止资格的人大代表：

| 姓名   | 职位                     |
| ------ | ------------------------ |
| 何爱民 | 长沙医学院副院长。       |
| 许光程 | 衡阳市湘南实验中学校长。 |
| 肖智勇 | 祁东县文武学校校长。     |

- 32名企业界被终止资格的人大代表：

| 姓名   | 职位                                                         |
| ------ | ------------------------------------------------------------ |
| 于国君 | 衡阳市西园农副产品批发大市场有限公司董事长。                 |
| 王泽火 | 祁东县城连墟乡杨梅冲村村民。                                 |
| 王竞仪 | 衡阳市中亿汽贸城总经理。                                     |
| 左建国 | 衡阳市南岳区鑫盛置业有限公司董事长兼总经理。                 |
| 刘安辉 | 湖南安邦农资连锁有限公司董事长。                             |
| 刘晓宁 | 常宁市动力快车汽车销售有限公司总经理。                       |
| 刘跃中 | 衡东县金龙矿业有限公司董事长。                               |
| 许冬生 | 湖南四海神龙实业集团有限公司董事长。                         |
| 阳存元 | 湖南环球科技农业发展有限公司、湖南天之衡酒业有限公司董事长。 |
| 李爱平 | 衡阳华南出版装璜彩印有限公司总经理。                         |
| 李清定 | 湖南创新(集团)生物科技有限公司董事长兼总裁、董事长。         |
| 李新容 | 耒阳市金桥房地产有限公司总经理。                             |
| 肖开武 | 湖南开元煤业有限公司董事长。                                 |
| 肖红梅 | 衡阳市赐你美服饰有限公司总经理。                             |
| 吴群   | 常宁市幸福老年公寓董事长。                                   |
| 何平   | 衡阳泽丰园工贸发展有限公司总经理。                           |
| 何秋生 | 湖南省缘物流有限公司总经理。                                 |
| 陆巍源 | 深国投商业置业有限公司董事长。                               |
| 陈国华 | 衡阳华信拍卖有限公司总经理。                                 |
| 范茂林 | 浙江雅士林集团公司董事长、高级经济师。                       |
| 林坤   | 常宁市龙鑫矿业有限责任公司董事长。                           |
| 岳学旺 | 衡阳市同德祥投资有限公司总经理                               |
| 周江森 | 祁东水果批发市场开发商（双桥镇人），开发商。                 |
| 赵自清 | 湖南金虎再生资源产业集团有限公司总经理。                     |
| 段建国 | 龙福环能科技股份有限公司董事长。                             |
| 贺禄飞 | 广东韶能集团耒阳市遥田水电站经理。                           |
| 唐萌   | 湖南三创置业集团有限公司董事长。                             |
| 曹建军 | 衡阳恒冠房地产开发有限公司董事长。                           |
| 蒋新华 | 湖南三和食品有限公司董事长。                                 |
| 程昌衡 | 紫光古汉集团股份有限公司总裁。                               |
| 谢柯   | 湖南省耒阳市工商联副主席、湖南岱朗光电能源有限公司总经理。   |
| 谢宗廷 | 衡阳市德源置业有限公司董事长。                               |

衡阳市人民代表大会选举产生的5名湖南省十二届人大代表提出辞去代表职务，衡阳市第十四届人大第三次会议筹备组已接受其辞职，根据选举法和代表法的规定，以下5名省十二届人大代表资格终止（未送钱拉票但工作严重失职）：
| 姓名   | 职位                     | 备注 |
| ------ | ------------------------ | ---- |
| 王雄飞 | 衡阳市人大常委会主任     |      |
| 左慧玲 | 衡阳市人大常委会副主任   |      |
| 王鹏   | 湖南衡阳县人大常委会主任 |      |
| 唐学石 | 中共衡阳市耒阳市委书记   |      |
| 唐勇君 | 祁东县人大常委会主任     |      |

## 后续
衡阳市人大受529名人大代表中515名辞职的影响，无法正常筹备其第十四届第三次会议。湖南省人大常委会决定成立衡阳市第十四届人民代表大会第三次会议筹备组，代行衡阳市人大常委会部分职责。
2013年12月19日，湖南省委书记徐守盛稱，“按照国家统计局监测全面小康6大类23项指标测算，2012年湖南全面小康”的民主法治指标实现程度达到96.6%。
2013年12月27日和28日，湖南省十二届人大常委会在长沙市举行第六次会议，湖南省委书记徐守盛主持召开会议，湖南省纪委书记黄建国通报该案調查进度。湖南省委书记徐守盛撰写文章《对党对人民对历史极端负责》，文章中表示深深的自责，“坚决同以习近平为总书记的党中央保持高度一致，坚决承担起第一责任人的责任”。湖南省纪委书记黄建国撰写了《维护党纪国法的威严》，提出该案要“经得起人民检验、经得起历史检验”。湖南省人大常委会副主任于来山撰写了《切实保障人民当家作主的民主权利》，提到要“维护《宪法》法律的权威和尊严”。湖南省人民检察院检察长游劝荣撰写了《切实维护〈宪法〉和法律的权威》，提到切实维护《宪法》和法律的权威。

## 相關事件
- 2013年湖南临武群体事件，「瓜农案」